# 조셉 락
조지프 프랜시스 찰스 록(Joseph Francis Charles Rock, 1884 – 1962)은 오스트리아계 미국인 식물학자, 탐험가, 지리학자, 언어학, 민족학자이자 사진가이다.

## 삶
요제프 프란츠 카를 록은 오스트리아 빈에서 폴란드 백작의 집사의 아들로 태어났다. 불행한 어린 시절과 아버지가 그를 사제로 만들려는 결심 때문에 록은 늦은 청소년기에 방랑하는 삶을 시작했다. 유럽을 떠돌며 몇 년간 불안정한 생활을 한 후, 1905년 미국으로 이민을 갔다. 그는 결국 1907년 하와이 호놀룰루에 정착하여 13년간 머물렀다. 록은 정식 고등 교육을 받지 않았으며, 이 사실에 대해 민감해하고 종종 속임수를 썼지만, 그는 놀라운 외국어 능력을 가지고 있었다. 하와이에 도착할 무렵 그는 중국어를 포함하여 반 이상의 언어를 능숙하게 구사했다.

### 하와이 (1907-1920)
처음에 록은 밀스 칼리지(현재 미드-태평양 연구소로 알려짐)에서 라틴어와 자연사를 가르쳤다. 후자 과목에 대한 정식 교육 배경이 거의 없었음에도 불구하고 그는 빠르게 식물학자로 스스로를 훈련시켜 하와이 식물군에 대한 선도적인 권위자가 되었다. 자격이 부족했음에도 불구하고, 1908년 그는 미국 농무부를 위해 하와이 최초의 식물표본관을 개발하는 일자리를 얻었으며, 섬을 탐험하며 엄청난 수의 식물을 수집했다. 1911년, 식물표본관은 하와이 칼리지(나중에 하와이 대학교)로 이전되었고, 록은 초대 큐레이터이자 하와이 준주의 첫 공식 식물학자가 되었다. 하와이에 머무는 동안 록은 수십 편의 학술 논문과 다섯 권의 책을 저술했으며, 특히 《하와이 제도의 토착 나무》(1913)는 해당 분야의 고전으로 여겨진다. 1913년 록은 외딴 팔미라 환초로의 소규모 탐험에 참여하여 그곳의 식물군에 대한 포괄적인 설명서를 출판했다.

### 중국 식물학 탐험 (1920-1933)
1920년 록은 하와이를 떠나 아시아, 주로 서중국에서 수십 년간 거주하고 탐험하게 될 여정을 시작했다. 그는 미국 농무부에 농업 탐험가로 고용되어 나병 치료에 사용되는 차울무그라 나무(Hydnocarpus wightianus) 씨앗을 찾기 위해 동남아시아로 파견되었다. 이 성공으로 중국 남서부에서의 추가 탐험이 이어졌고, 1922년 록은 윈난성 북서부, 나시족의 중심지인 리장시에 처음 도착했다. 리장 계곡은 옥룡설산 산맥이 지배하고 있으며, 록은 그 산기슭의 응굴루코 마을에 거주지를 마련했다. 이곳은 그가 다음 27년간의 주요 거점이 될 것이었으며, 그는 티베트 동부 국경을 따라 광활하고 외딴 매우 험준한 지역인 서중국 대부분을 통해 식물학 탐험을 조직했다. 이 지역은 대부분 명목상으로만 중국 정부의 통제를 받는 비한족 민족들이 다수 거주했다. 록이 중국에 머무는 기간 내내 나라는 군벌 통치, 내전, 일본과의 전쟁, 그리고 마침내 마오쩌둥의 공산군 승리로 혼란에 빠져 있었다. 서중국은 다채로운 소국과 부족 영토로 나뉘어 있었고, 이 지역 전반에 걸쳐 잘 확립된 생활 방식인 도적떼가 들끓었다.
그럼에도 불구하고 록은 지리, 식물학, 민족지학, 역사적 관심사에 대한 수천 장의 사진뿐만 아니라 많은 양의 식물 및 조류 표본을 수집하여 미국에 있는 후원자들에게 보낼 수 있었다. 수십 년 동안 그와 함께 일했던 많은 나시족 조수들과 협력하면서 록은 씨앗과 식물 표본의 양과 질 모두에서 뛰어난 수집가였다. 그는 세계에서 가장 생물 다양성이 풍부한 지역 중 한 곳에 비교적 늦게 식물학적 탐험을 왔기 때문에 새로운 식물 종은 비교적 적게 발견했지만, 서구에 이전에 알려진 것보다 훨씬 우수한 표본들을 많이 발견했다. 그의 탐험 스타일은 일반적으로 대규모 캐러밴을 동반했는데, 여기에는 표본 보관 및 사진 촬영에 필요한 필수 물품과 장비 외에 개인 요리사, 완전한 식기 세트가 있는 식탁, 휴대용 욕조, 축음기가 포함되었다. 보통 무장 호위대는 도적이나 적대적인 부족에 대한 필수적인 추가 요소였고 각 지역 당국과 협의하여 준비해야 했다. 이 탐험들은 1920년대 내내 다양한 권위 있는 기관의 자금 지원을 받아 수행되었다.
리장에 주둔한 첫 몇 년 동안 록은 주로 내셔널 지오그래픽 협회와 스미스소니언 협회의 후원을 받아 윈난성 북부 지역에서 탐험을 수행했다. 1924년 12월부터 록은 하버드 대학교의 아널드 수목원의 후원을 받아 3년 이상 지속되는 가장 야심찬 탐험을 시작했다. 주요 목적은 간쑤성, 코코노르(칭하이호) 주변, 그리고 암녜 마첸 산맥에서 식물과 조류 표본을 수집하는 것이었다. 이 기간 동안 그는 간쑤성 줘니현의 촌니에 주둔하며 이 작은 티베트 왕국의 왕자 또는 추장(토사)의 손님으로 지냈으며, 그의 탐험에는 위대한 쿰붐, 라브랑 사원, 락야 사원과 같은 티베트 사원 방문이 포함되었다. 이 지역 전체는 군벌 통치와 맹렬한 티베트-무슬림 분쟁으로 시달렸다. 록은 군벌 마 치의 중국 무슬림 군대가 맹렬하게 독립적인 유목민 골록족에 대항하여 라브랑 사원을 약탈했을 때 골록 반란 (1917–1949)의 잔혹한 결과 중 일부를 목격했다. 록은 마침내 1927년 3월 촌니를 떠났지만, 그 전에 촌니의 유명한 인쇄소에서 18세기 목판본으로 인쇄된, 최고 품질로 평가받는 티베트 불경인 칸주르와 탄주르 경전의 완전한 세트(총 317권)를 입수했다. 이듬해 촌니는 간쑤 무슬림 분쟁 (1927–1930)에서 무슬림 군대에 의해 약탈당하고 수도원과 고대 인쇄소는 불탔다. 이것은 록이 미국 의회도서관 소장품을 위해 입수한 여러 중요한 티베트 문헌 중 가장 중요한 것이었다.
아놀드 수목원이 귀환 탐험 자금 지원을 거부하자 록은 내셔널 지오그래픽 협회로부터 쓰촨성 남서부를 여러 번 여행하며 콩칼링 산맥과 민야 콩카(공가산)를 탐험할 후원을 받았다. 후자는 히말라야산맥 외곽에서 가장 높은 산 중 하나이며, 특히 접근하기 어려웠는데, 현지 부족들의 적대감 때문이기도 했다. 록은 어떤 다른 서양인보다 민야 콩카에 더 가까이 다가갔고, 특징적인 낭만적인 과장으로 에베레스트보다 높다고 선언했지만, 당시에는 그가 이러한 희망적인 오산에서 유일한 사람은 아니었다. 이 탐험 동안 록은 1924년에 처음 방문했던 라마 왕국인 무리 티베트족 자치현에 거주했다. 그가 자주 방문했던 또 다른 작은 왕국은 역시 쓰촨성 남서부에 위치한 아름다운 루구호의 용닝 추장국이었는데, 이곳은 모쒀족의 중심지였다. 이 탐험들은 내셔널 지오그래픽 매거진에 일련의 기사를 실었지만, 편집자들은 그의 짜증을 무릅쓰고 더 대중적인 독자를 위해 기사를 재구성하고, 일관된 발표보다 축적된 세부 사항에 대한 록의 성향을 상쇄해야 했다. 그럼에도 불구하고 그는 잘 알려지지 않은 지역과 서중국의 이국적인 민족 및 풍습에 대한 상당수의 기사를 훌륭한 사진과 함께 출판했다.

### 나시족 연구

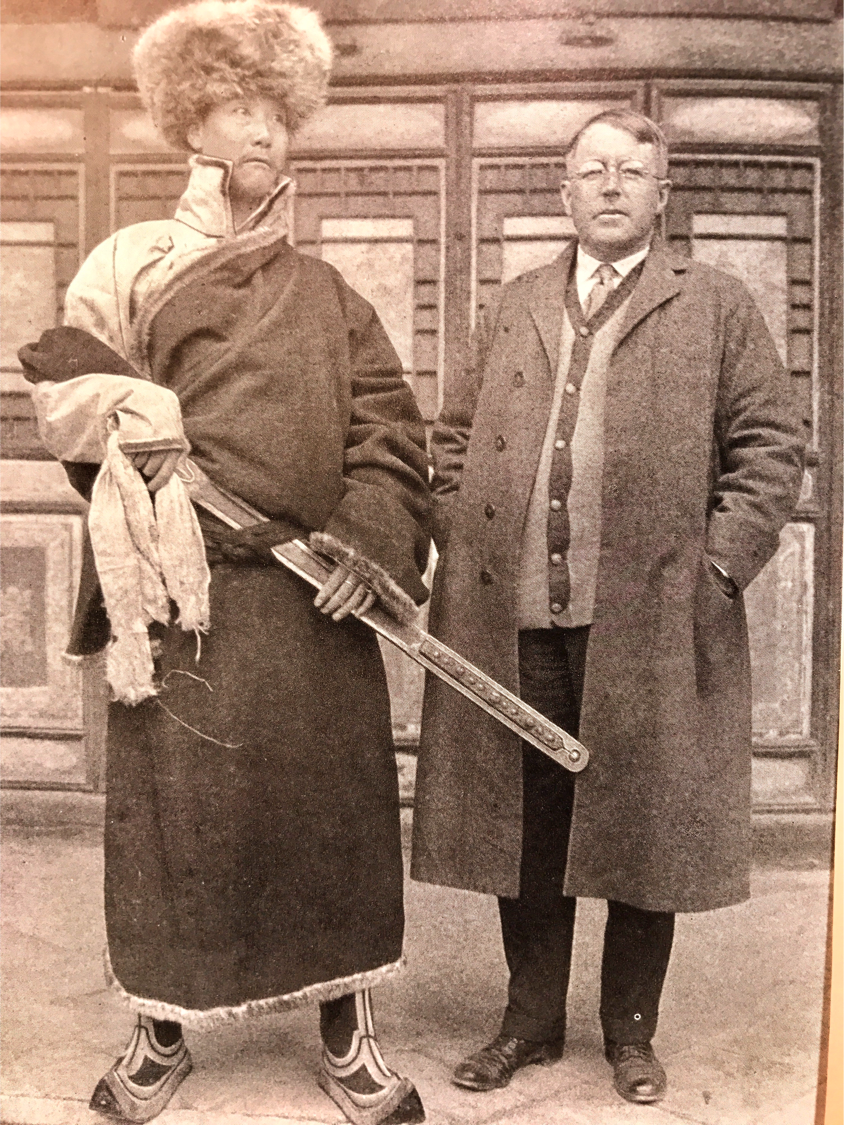
1925년 간쑤성 촌니의 왕자와 함께 있는 록

그가 주로 자금을 받은 식물 수집의 규모에도 불구하고 록은 중국의 식물상에 대해 아무것도 출판하지 않았다(나중에 그는 대규모 식물 지리학 연구에 참여하여 부분적으로 사후 출판되었다.). 1920년대 말까지 그의 관심은 나시족 문화로 결정적으로 바뀌었다. 그는 나시족에 대한 2권의 문화사를 저술했고, 종교 텍스트와 그것을 저술한 샤먼 사제를 모두 지칭하는 용어인 동바의 텍스트와 의례에 대한 많은 연구를 수행했다. 나시족 동바는 전형적으로 그림문자로 묘사되지만, 아이콘적 요소와 음성적 요소를 복합적으로 결합한 수수께끼 같은 기억 보조 장치로 더 잘 이해되는 독특한 문자를 사용하여 방대한 양의 암송 텍스트를 작성했다. 이 문자는 읽거나 해석하기 위해 집중적인 훈련이 필요했기 때문에 엄격히 종교적인 목적을 위해서만 사용되었고, 주로 동바 자신들만이 이해할 수 있었다. 록은 여러 동바 사제들과 협력하여 가장 중요한 의례 텍스트의 필사본과 상세한 해석, 그리고 사전 겸 백과사전을 제작했다. 동바 문자와 의례를 연구한 최초의 인물은 아니었지만, 그의 작업은 여전히 후속 연구의 기초로 여겨진다. 그는 또한 수많은 필사본 또는 "책"을 수집했으며, 중국 외부에 존재하는 나시족 작품의 대부분(7,000개 이상)을 책임지고 있는데, 이는 남아있는 나시족 텍스트 전체의 3분의 1에 해당하며, 특히 문화대혁명 동안 엄청난 수가 파괴되었다.
제2차 세계 대전 발발과 함께 일본의 침략으로 중국의 국민정부는 먼 내륙으로 후퇴해야 했고, 윈난성은 중요한 보급 거점이 되었다. 전쟁 기간 동안 록은 리장으로 들락날락하며 나시족 연구를 계속할지 떠날지 종종 갈등했다. 그는 베트남 남부에서 1년을 보냈는데, 이는 일본군의 추가 진격으로 떠날 수밖에 없을 때까지 글을 쓰는 데 비교적 안정적인 환경을 제공했다. 1944년 미국 육군 지도국은 그를 더 험프로 지정된 극히 위험한 경로의 윈난성 구간에 대한 지리적 전문성을 위해 고용했는데, 이 경로를 통해 연합군은 인도에서 서중국에 있는 장제스의 군대에 보급품을 공수했다. 록은 출판을 위해 준비한 원고와 많은 소장품을 유럽으로 안전하게 선적했지만, 배가 아라비아해에서 어뢰 공격을 받아 모두 유실되었다. 다행히 하버드-옌칭 연구소는 그에게 리장으로 돌아가 나시족에 대한 연구를 재구성하도록 지원을 제공했다. 심각한 건강 문제에도 불구하고 그는 맹렬히 작업하여 잃어버린 작업을 재현하고 확장할 수 있었다. 그러나 일본 패전 후, 공산군은 곧 리장(일본군이 점령하지 못했던 곳)을 장악하여 그곳에 거주하는 소수의 외국인들의 삶을 점점 더 어렵게 만들었고, 록은 1949년 8월 자신의 소장품과 원고를 가지고 마지막으로 떠났다.

### 말년 (1949-1962)
처음에 그는 인도 칼림퐁에 머물며 상황이 안정되어 리장으로 돌아갈 수 있기를 바랐다. 중국이 영원히 자신에게 닫혔음을 깨달았을 때, 그는 습관적으로 유럽, 미국, 하와이를 오가며 말년을 보냈고, 종종 상당한 개인 서적과 소장품을 팔아 생계를 유지하고 자신의 저작물을 출판했다. 마침내 호놀룰루에 정착하여 방대한 나시족 연구를 계속하고 하와이 식물군에 대한 열정을 다시 불태웠다. 그는 동바 문자의 사전이자 나시족 문화의 백과사전인 기념비적인 《나시-영어 백과사전 사전》을 완성했으며, 그가 사망한 해인 1962년에 출판되도록 준비했다. 그는 호놀룰루에서 사망하여 그곳에 묻혔다.

## 성격
록은 결혼한 적이 없으며, 어떤 종류의 친밀한 관계를 맺었다는 명확한 증거도 없다. 그는 평생 동안 상세한 일기와 기록을 남겼는데, 여기에는 고립되고 이질적인 환경에서 살기로 선택했음을 감안할 때 놀랍지 않은 외로움이 자주 표현되어 있다. 그러나 그는 분명히 개인적인 관계보다 자신의 독립성과 자존감을 소중히 여겼다. 감정적으로 불안정하고 독재적인 태도를 가졌던 그는 까다로운 성격으로 유명했으며, 이는 매우 도전적이고 종종 위험한 프로젝트를 수행하는 효과와 수집가, 사진가, 학자로서의 높은 작업의 질로 상쇄되었다. 그는 일반적으로 중국인들을 가혹하게 보았고, 성격적으로는 자신이 살고 탐험했던 비한족 민족들에게 동정심을 가졌다. 이들은 중국의 모든 경작 가능한 좋은 땅에 대한 만족할 줄 모르는 욕구 때문에 이 외딴 지역으로 밀려났다. 그럼에도 불구하고 그는 이 부족 민족들을 원시적이고, 더러운 사회 습관과 중세적이며, 보통 잔인하고 부패한 사회 구조에 희망 없이 빠져 있다고 보았다. 그는 중국을 영원히 떠나고 싶다고 여러 번 선언했지만, 보통 서구에서 몇 주간 호화 호텔에서 지내는 것만으로도 그가 경멸적으로 "문명"이라고 부르던 곳에서 벗어나기에 충분했다. 비슷하게, 그는 다른 서양인을 초대하여 자신의 탐험에 도움을 주고 동반하도록 결정한 적이 여러 번 있었지만(한 번은 젊은 에드거 스노도 포함), 보통 록이 짜증이 나서 그들을 돌려보내고 다시는 그런 실험을 반복하지 않겠다고 맹세하기 전까지 며칠밖에 지속되지 않았다. 그러나 록은 비교적 순수한 민족으로 보았던 나시족에 대해 진정한 애정과 존경심을 키웠고, 중국에서 말년을 보낼 때 리장에서 살고 싶다는 소원을 반복해서 선언했다.

## 유산
1913년 식물학자 안톤 하이메를은 하와이에서 자생하는 분꽃과의 속인 록키아를 출판했는데, 이는 조지프 록을 기리기 위해 명명되었다.
또한 몰로카이 섬의 하와이 고유종인 브리하미아 록키와 페페로미아 록키, 팔미라 환초의 판다누스 록키Martelli, 간쑤성 산악 지대에서 발견된 화려한 록의 나무 모란 Paeonia rockii, 그리고 노란 열매가 맺히는 마운틴 애쉬 소르부스 록키P.D.Sell를 포함하여 여러 식물 종이 록의 이름을 따서 명명되었다.
2009년 3월, 마노아의 하와이 대학교는 그가 설립하고 발전시킨 식물표본관을 그의 이름을 따서 명명했다.
록의 전 거주지였던 응굴루코(유후) 마을은 그의 기념관으로 박물관이 되었다.
미국 시인 에즈라 파운드 (1885–1972)는 1950년대에 록의 나시족에 대한 작업을 발견하고 그의 방대한 장편시 칸토스의 후반부에 다양한 세부 사항을 통합했으며, 록 자신도 언급했다: "그리고 리장 너머, 눈 덮인 산맥은 터키석 빛 / 록이 우리를 위해 기억하도록 남긴 세상 / 높은 공기 속에 희미한 흔적."

## 저작

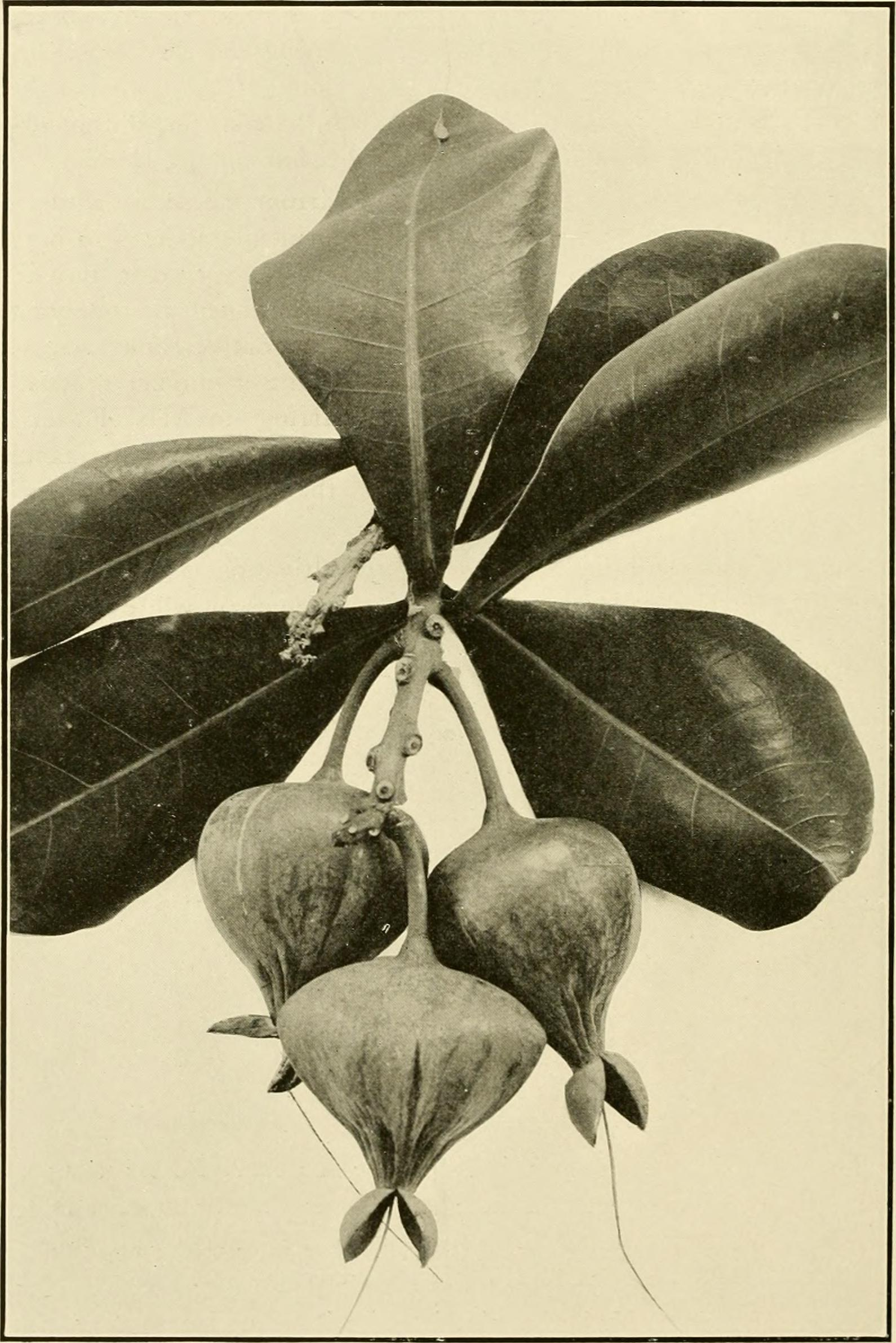
록의 책 《하와이의 관상수》(1917)에 실린 사진

록의 출판된 작품(생전)의 전체 서지 목록은 Chock (1963)을 참조하라. 주요 저작물은 다음과 같다.
하와이 식물군:
- 하와이 제도의 토착 나무 (1913). 호놀룰루.
- 하와이의 관상수 (1917). 호놀룰루.
- 하와이의 콩과 식물 (1920). 호놀룰루.

서중국 탐험 및 내셔널 지오그래픽 매거진 기사:
- "차울무그라 나무를 찾아서" (1922) 3: 242–276.
- "나시족 사이의 질병의 악마 추방: 윈난성 심장부의 원주민 부족이 행하는 기이한 의식" (1924) 46: 473–499.
- "노란 라마의 땅: 내셔널 지오그래픽 협회 탐험가, 중국 윈난성 리장 설산 너머의 기이한 무리 왕국을 방문하다" (1924) 47: 447–491.
- "외로운 지리학자의 경험: 한 미국 농업 탐험가, 도적떼가 들끓는 중국 중부를 거쳐 티베트 암네 마친 산맥으로 향하다" (1925) 48: 331–347.
- "아시아의 거대한 강 참호 통과: 내셔널 지오그래픽 협회 탐험가, 거대한 협곡을 통과하는 양쯔강, 메콩강, 살윈강을 따라가다" (1926) 50: 133–186.
- "촌니의 라마들 사이의 삶: 중국 간쑤성, 거의 알려지지 않은 티베트 공국의 수도원에서 펼쳐지는 미스터리 연극과 버터 축제 묘사" (1928): 569–619.
- "종교 예술의 매개체로서의 버터" (1929). 일러스트레이티드 런던 뉴스 175 (4721): 636–639.
- "촌니, 기이한 축제의 장소" (1929). 일러스트레이티드 런던 뉴스 175 (4718): 520, 1929.
- "미스터리 산맥 찾기: 중국-티베트 국경 미탐험 암니 마친 산맥으로의 탐험, 에베레스트에 필적하는 봉우리 중 하나" (1930) 57: 131–185.
- "민야 콩카의 영광: 중국-티베트 국경의 웅장한 설산 봉우리, 내셔널 지오그래픽 협회 탐험대가 근접 촬영하다" (1930) 58: 385–437.
- "콩카 리줌공바, 무법자들의 성스러운 산" (1931) 60: 1-65.
- "텝부족의 땅" (1933). 지리 저널 81 (2): 108–127.
- "승마, 티베트 교회의 살아있는 신탁" (1935) 68: 475–486.
- 암네 마첸 산맥과 인접 지역: 단행본 연구 (1956). 이탈리아 중동 극동 연구소.

나시족 연구:
- "나시족 문학 연구: I. 모소족 샤머니즘의 창시자 Dto-mba Shi-lo의 탄생과 기원, 모소족 필사본에 따름. II. 나시족 하 지 피, 또는 신들이 결정하는 길" (1937). 프랑스 극동학원 회보 37 (1): 1–119.
- "카-메-규-미-키의 로맨스: 나시족 그림문자 필사본에서 번역된 나시족 부족 연애 이야기" (1939). 프랑스 극동학원 회보 39 (1): 1–152.
- "무안 브포 의식 또는 나시족이 행하는 하늘 제사" (1948). 모누멘타 세리카 13: 1–160.
- 중국 남서부의 고대 나시족 왕국. 2권. (1948). 하버드 대학교 출판부.
- 나시 나가그 숭배와 관련 의식, 2권. (1952). 세리에 오리엔탈 로마 4 (1, 2), 로마.
- "나시족 무기의 기원에 특별히 언급된 다 누 장례식" (1955). 안트로포스 50: 1-31.
- "중국 남서부 나시족의 지-마 장례식" (1955). 안트로포스 9: i-xvi, 1–230.
- "티베트-중국 국경 지대의 샤머니즘에 대한 공헌" (1959). 안트로포스 54 (5/6): 796–818.
- 나시-영어 백과사전 사전, 2권. (1963, 1972). 세리에 오리엔탈 로마 38, 39.
- 나시족 필사본 (1965), 록 편찬, 클라우스 L. 야네르트 편집. F. 스타이너.

소장품 및 논문:
- 록의 논문과 수집품이 미국과 유럽 전역에 흩어져 있는 주요 소장처 목록은 아리스(1992)를 참조하라. 여기에는 필사본, 일기, 기록, 현장 노트 및 편지, 사진, 나시족 필사본 및 기타 유물이 포함된다. 아리스는 또한 록의 사진 중 훌륭한 선별본을 포함하고 있다.
- 하버드 대학교 아놀드 수목원 (1991). 조지프 프랜시스 찰스 록 (1884-1962) 문서, 1922-2005: 안내 [하버드 소장 방대한 문서 및 서신 목록, 그 중 일부는 디지털화되었고 록의 일기 중 67페이지의 필사본]. 하버드에는 또한 온라인 HOLLIS 이미지에서 볼 수 있는 록의 사진 1200장 이상이 소장되어 있다.
- 에든버러 왕립 식물원 아카이브는 록의 일기 대부분을 소장하고 있다.
- 캘리포니아 대학교 버클리의 대학교 & 젭슨 식물표본관 아카이브는 버클리 캘리포니아 대학교 식물원 [https://botanicalgarden.berkeley.edu/의 후원을 받은 1932년 서중국 및 티베트 탐험의 현장 노트 4권을 소장하고 있다.

## 같이 보기
- 아리스, 마이클 (1992). 라마, 왕자, 도적: 조지프 록의 중국 티베트 국경 지대 사진. 중국 연구소.
- 촉, 앨빈 K. (1963). "J. F. Rock, 1894-1962." 택손 12(3): 89-102.
- 굿맨, 짐 (2006). 조지프 F. 록과 그의 샹그릴라. 캐러밴 프레스.
- 굴라르, 피터 (1957). 잊혀진 왕국. J. 머레이.
- 뫼글러, 에릭 (2011). 종이 길: 서중국과 티베트의 식물 탐사에서 아카이브와 경험. 캘리포니아 대학교 출판부.
- 서튼, S. B. (1974). 중국 변경 지방에서: 식물학자 탐험가 조지프 록의 파란만장한 경력, 헤이스팅스 하우스.
- 바그너, 제프 (1992a). "간쑤성에서 콜딩까지: J.F. 록의 1925-1927년 탐험과 악셀 올센이 재배한 식물." 덴마크 수목학 연보: 18-93.
- 바그너, 제프 (1992b). "조지프 록의 식물학적 유산," 아리스 (1992): 131–132; 재인쇄 하버드 대학교 아놀드 수목원 아놀디아 52, 2 (1992): 29-35.